# Сабіха Бенґюташ
Сабіха Бенґюташ, до шлюбу Зія-ханим (1904 , Стамбул  — 2 жовтня 1992 , Анкара ) — турецька спульпторка. Перша турецька жінка-скульпторка.

## Біографія
Сабіха Зія-ханим народилася в Константинополі в 1904 році у родині військового. Батько Зія-бей. У неї була сестра і старший брат.
Початкову освіту Сабіха отримала в Туреччині в школі Еюпсултан Решадіє Нумуне, нині відомої як Анатолійська середня школа в Еюпі. Далі, у зв'язку з переїздом батька в Дамаск по роботі, навчання продовжила в Сирії. Там вона отримала 4-річну освіту у французькій католицькій школі. Повернувшись додому, її сім'я оселилася на острові Бююкада, де Сабіха отримала середню освіту в школі Кьопрюлю Фуат-паша.
У 1920 році Сабіха почала вивчати мистецтво в відділах живопису і скульптури школи мистецтв Sanayi-i Nefise Mekteb. Ця школа була утворена в 1882 році, а в 1928 р. вона була перейменована в Академію мистецтв. У 1956 році навчальний заклад отримав статус Університету образотворчого та архітектурного мистецтва ім. Мімара Сінана. Сабіха Зія-ханим стала першою жінкою-студенткою в своєму класі. Серед її вчителів був художник Фейхаман Дуран. У 1924 році Сабіха виграла державну стипендію для навчання в Академії образотворчого мистецтва в Римі, де вона набиралася досвіду в майстерні скульптора Ерменеджільдо Луппи (1877—1937). Вона була також помічницею італійського скульптора П'єтро Каноніки в його роботі над Монументом Республіки, зведеному на стамбульській площі Таксім в 1928 році.
Пізніше Сабіха Зія-ханим одружилася з Шакіром Еміном Бенґюташем, дипломатом і онуком поета Абдюльхака Хаміта Тархана. Вона часто їздила за кордон, супроводжуючи чоловіка. Там вона мала змогу відвідувати музеї та виставки й ознайомитися з творами мистецтв у різних культурах. 
Після виходу чоловіка на пенсію оселилися в Анкарі. У 1988 році Сабіха Бенґюташ вдочерила дівчинку на ім'я Нурол.
Сабіха Зія Бенґюташ померла в Анкарі 2 жовтня 1992 року.

## Діяльність
У 1925 році на виставці в стамбульському кварталі Галатасарай були представлені три бюсти роботи Сабіха Зії, а в наступному році також виставлялися три інших її скульптури. Частина її робіт була зображенням знаменитих людей: поета Ахмета Хашима (1884—1933), драматурга і поета Абдюльхака Хаміта Тархана (1852—1937), першої актриси-мусульманки Бедіа Муваххіт (1897—1994), генерала і державного діяча Алі Фуатьє Джебесоя (1882—1968), першої леді Туреччини Мевхібе Іньоню (1897—1992) і політика Хасана Алі Юджель (1897—1961). На виставках в Галатасараї (1925, 1926 рр.) вона була першою жінкою учасницею, яка представила скульптури і бюсти. У 1938 році Сабіха виграла головний приз в змаганнях за кращу скульптуру, присвячену Мустафі Кемаля Ататюрку (1881—1938), засновнику сучасної Туреччини, і Ісмету Іньоню (1884—1973), генералу і державному діячеві. Статуя Ататюрка була поміщена в сад колишнього президентського палацу Чанкая, а статуя Іньоню — в Муданьї в пам'ять про муданійське перемир'я (1922).

### Виставки
- 1925, Галатасарай, експозиція;
- 1926, Галатасарайська експозиція, Стамбул;
- 1960, Галерея турецько-американського суспільства, персональна виставка.

## Праці

### Скульптури
- Статуя Монумент Республіки (зі скульпторами П'єтро Каноніка та Хаді Бара), Стамбул;
- Статуя Ататюрка в саду президентського палацу, Чанкая, Анкара;
- Статуя Іньоню, Муданья.

### Бюсти
- Абдюльхак Хамід;
- Ахмет Хашин;
- Намик Ісмаїл;
- Бедіа Мувахіт;
- Професор д-р Акіл Мухтар Озден;
- Хакки Шінасі-паша;
- Хікмет Бей;
- Алі Фуат Джебесой;
- Мевхібе Іньоню;
- Хасан Алі Юджель;
- Йозеф Плянічек;
- Айсель Оймен;
- Рой Кьолер;
- Алі Іхсан Калмаз.

## Нагороди та відзнаки
1938 р. — переможниця конкурсу скульптур ім. Ататюрка та конкурсу скульптур Іньоню (отримала нагороду за реалістичні образи в бюстах Ататюрка і Іньоню).

## Зображення

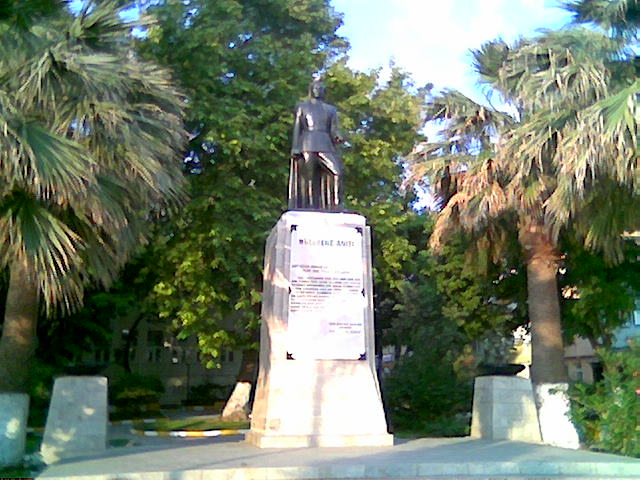
Пам'ятка Муданійського перемир'я
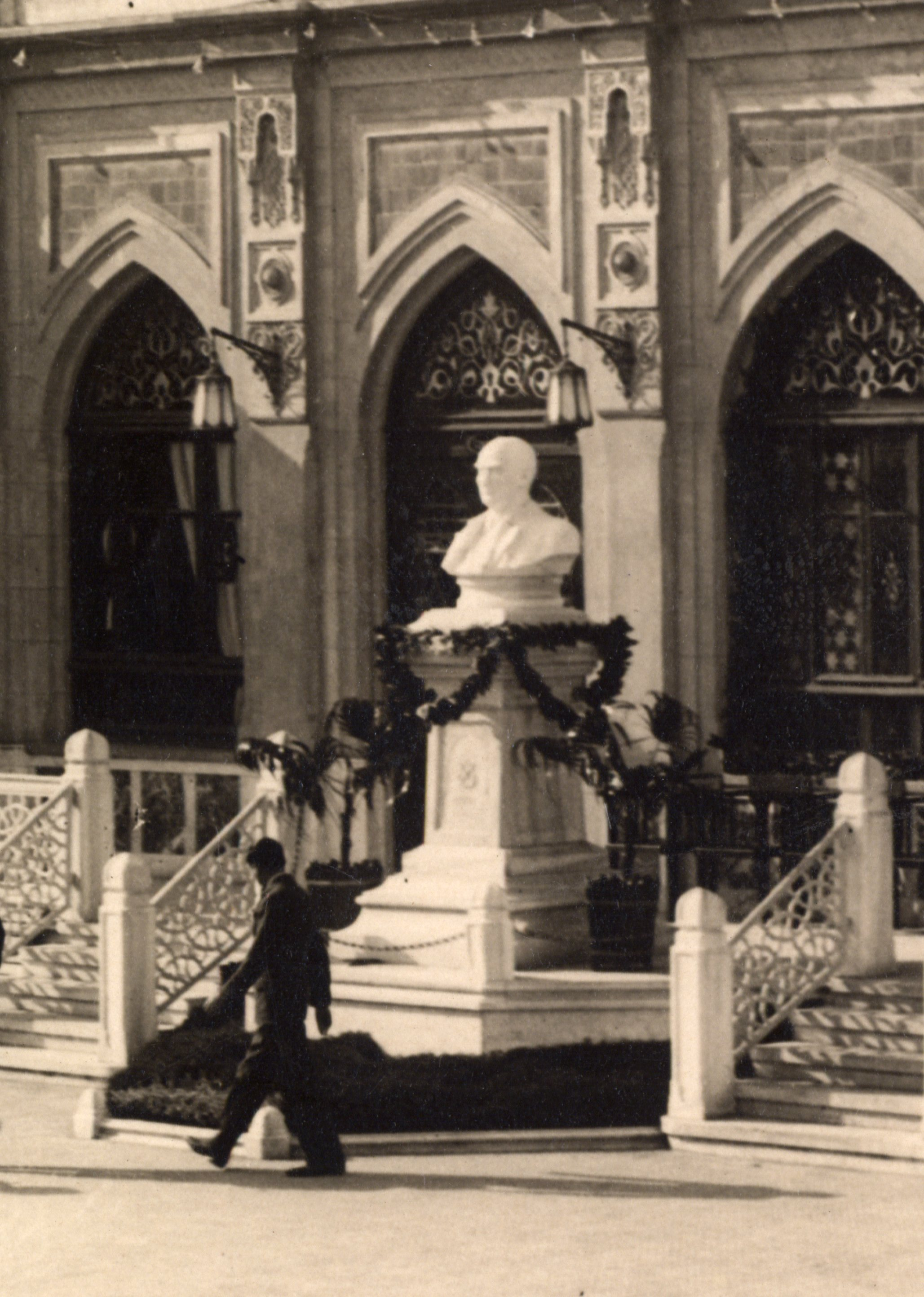
Бюст Ататюрка в палаці Чанкая